# Julie Covington
Julie Covington (ur. 11 września 1946 w Londynie) jest angielską wokalistką musicalową i aktorką, najbardziej znana jako pierwsza wykonawczyni partii Evy Perón na albumie koncepcyjnym Evita, w tym pierwszą wykonawczynią utworu Don't Cry for Me Argentina".

## Kariera
Covington studiując w Homerton College w Cambridge wystąpiła w kilkunastu przedstawieniach studenckich. W 1967 roku została zaproszona do programu telewizyjnego Davida Frosta. Dzięki programowi podpisała kontrakt nagraniowy.
W 1971 roku wystąpiła w odnoszącym sukces musicalu Godspell w teatrze The Roundhouse, w 1972 wzięła udział w nagraniu soundracku tego przedstawienia, W roku 1973 odtwarzała role Janet w musicalu  The Rocky Horror Show.
W latach 1974–1984 Covington występowała regularnie w kompaniach teatralnych National Theatre i Royal Court Theatre, odtwarzając m.in. role: 
- Alice w Plenty,
- Vivienne Eliot w Tom & Viv (nominacja do Laurence Olivier Award)
- Edward w  Cloud Nine autorstwa Caryl Churchill

W 1976 i 1977 wystąpiła w dwóch seriach cyklu telewizyjnego Rock Follies. Popularność zdobyta w tym programie pozwoliła na otrzymanie tytułowej roli przy nagrywaniu albumu koncepcyjnego Evita,  kompozycji Andrew Lloyd Webbera z librettem  Tima Rice'a. Covington dotarła na szczyt brytyjskiej listy przebojów (i kilkunastu innych krajów) z utworem z płyty, Don't Cry for Me Argentina w lutym 1977. Artystka otrzymała propozycję odtwarzania tej roli również w premierze scenicznej Evity, jednak odmówiła  - rolę odtwarzała  Elaine Paige (na West Endzie) oraz Patti LuPone (na Broadwayu).
W roku 1978 Covington wykonywała partię Beth w muzycznej adaptacji Wojny światów - Jeff Wayne's Musical Version of The War of the Worlds.  W tym samym roku z coverem utworu Alice Coopera Only Women Bleed  dotarła do 12 miejsca brytyjskiej listy przebojów UK Chart. oraz wystąpiła w spektaklu English National Opera The Seven Deadly Sins jako Anna.
W latach osiemdziesiątych powróciła do występów w teatrze muzycznym.

## Nagrania muzyczne

### Solowe
- While The Music Lasts (1967)
- The Party's Moving On (1969)
- The Beautiful Changes (1971)
- Julie Covington (1978)
- Julie Covington Plus (1978)
- The Beautiful Changes Plus (1999)[1][5]

### W obsadzie i kompilacje
- Godspell - Original Cast Recording (1972)
- The Adventures of Barry McKenzie (1972)
- The Rocky Horror Show (1973)
- Evita (1976)
- Rock Follies (1976)
- The Mermaid Frolics (1977)
- Rock Follies of '77 (1977)
- The War of the Worlds (1978)
- Guys and Dolls National cast recording (1982)
- The Wildcliffe Bird (audio book) (1991)
- Guys and Dolls (1992)
- The War of the Worlds - Original - CD (2000)
- The War of the Worlds - 5.1 Remastered Edition (2005)
- The War of the Worlds - 7 disc Collectors Edition (2005)

## Single
- The Magic Wasn't There, Tonight Your Love Is Over (1970)
- The Way Things Ought To Be (1970)
- Day by Day (1972)
- Two Worlds Apart  (1973)
- Don't Cry for Me Argentina (1976)[3]
- OK? (1977) - Julie Covington, Rula Lenska, Charlotte Cornwell, Sue Jones-Davies[3]
- Only Women Bleed  (1977)[3]
- I Want to See the Bright Lights Tonight (1978)
- Housewives' Choice  (1982)

## Nagrody
- 1977 - "Best British Female Newcomer"[6]